# Rhynchosia balansae
Rhynchosia balansae är en ärtväxtart som beskrevs av Marc Micheli. Rhynchosia balansae ingår i släktet Rhynchosia och familjen ärtväxter.

## Underarter
Arten delas in i följande underarter:
- R. b. balansae
- R. b. psilantha